# Pedro Alexandrino de Carvalho
Pedro Alexandrino de Carvalho   (Lisboa, 27 de novembre de 1729 - Lisboa, 27 de gener de 1810) fou un pintor portugués, fill de Lázaro de Carvalho i de Maria Antónia de Matos. Nasqué a Lisboa, a la freguesia d'Anjos, i va morir a Lisboa. Es va casar amb Teresa Rosa, i no tingueren fills.
La seua pintura domina la producció pictòrica de la segona meitat del segle xviii; va rebre la influència dels mestres de la primera meitat de Set-cents. Fou deixeble de Joâo Mesquita i Bernardo Pereira Pegado i gaudí del contacte d'André Gonçalves. Introduït en el barroc italià, sobretot en el de l'escola romana, la seua obra evoluciona, proper al final del segle, cap al rococó francés, del qual fou un dels millors executants a Portugal. Els darrers anys de la seua carrera va executar també algunes pintures de gust neoclàssic.
Conegut com a pintor dels frares, per les seues obres d'índole religiosa, realitzà treballs per a algunes esglésies de la zona de Lisboa que es reconstruïren després del sisme de 1755 i per a altres difoses per tot el país.
La formació dels artistes i la defensa dels seus interessos fou una de les tasques a què es va dedicar amb perseverança. En aquest àmbit s'insereix el seu treball de reorganització del Gremi de Sant Lluc, que es trobava en decadència des del terratrèmol. El 1785, Pina Manique el va nomenar un dels directors de l'Acadèmia del Nu.
Visqué en una propietat de Póvoa de Santo Adrião, coneguda com a Quinta del Pintor que, per la seua mort sense descendència, heretaren les seues nebodes netes Maria Raimunda, Maria do Carmo i Ana José de Lara.
Fou sepultat a l'església de São José, de Lisboa.

## Obres
- Per la Catedral de Lisboa 

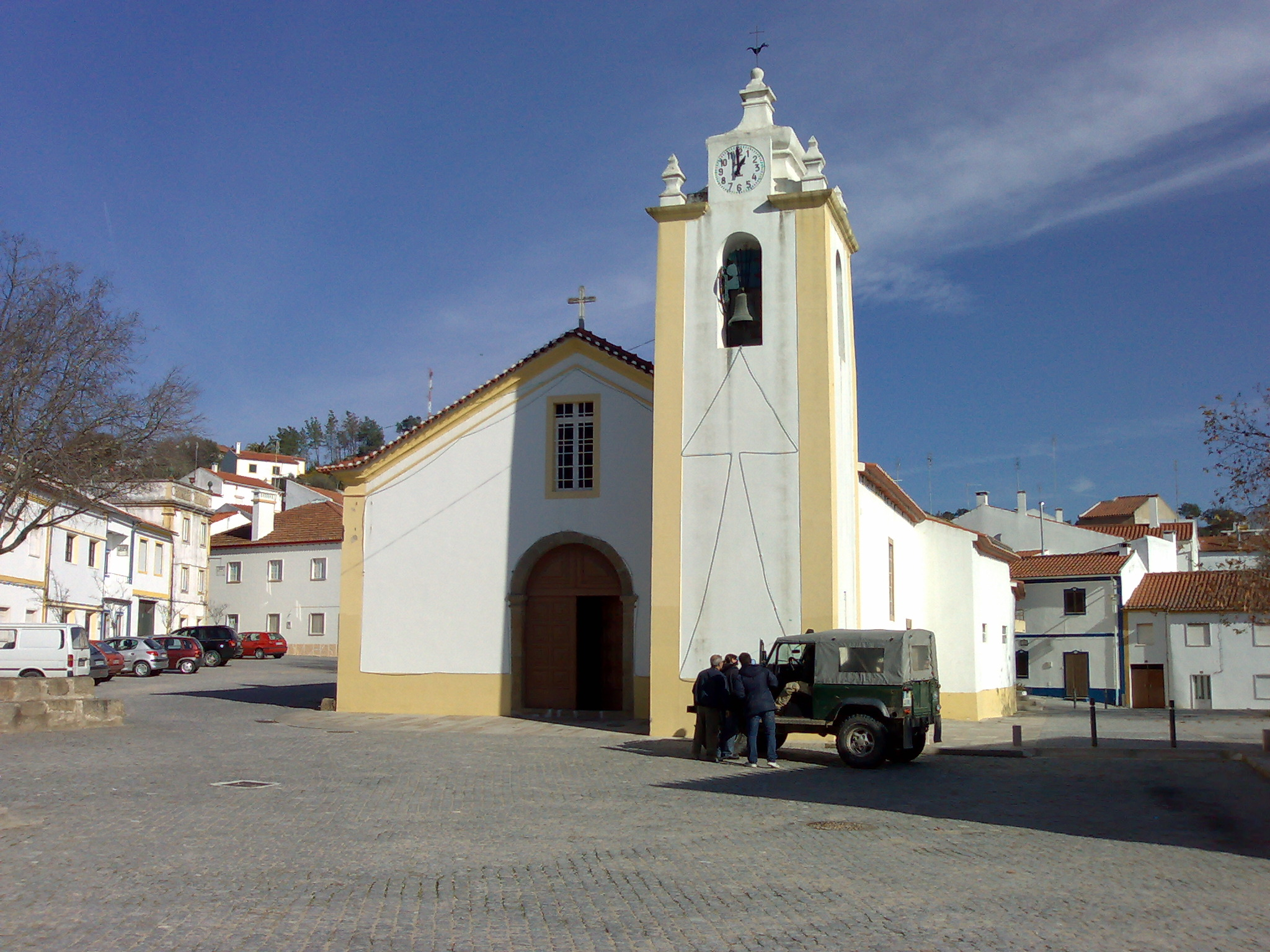
En l'església Parroquial de Belver, en la imatge, es troba l'obra Sant Miquel al purgatori, de l'autoria del pintor

  - St. Cristòfol i El Salvador del món que flanquegen la porta principal i el retaule de l'absis.
- En les esglésies de S. Domingos, Sâo Nicolau, Mártires, Santiago, Pena, Graça i Penha de França, a Lisboa
  - Algunes pintures
- Al Palau de Queluz
  - Sostre de la Sala del Consell d'Estat
- Al Museu Militar
  - El peristil
- A l'Acadèmia de les Ciències de Lisboa
  - El sostre de la Sala Gran
- Al Palau dels Ducs de Palmela, a la plaça de Calhariz, de Lisboa
  - El sostre del pis noble
- Al Palau de Santos (actual ambaixada de França a Portugal), al carrer de Santos-o-velho, de Lisboa.
  - Decoració dels dos salons grans[1]
- A l'església Parroquial de Póvoa de Santo Adrião
  - L'Últim Sopar (1802)
  - Els quatre doctors de l'Església
- A l'església Parroquial de Sâo Domingos de Rana
  - El Sopar del Senyor (altar principal, inicis del segle XIX)
- Al Bergantim Real (construït al 1780 per ordre de Maria I, i actualment exposat al Museu de la Marina de Lisboa)
  - Panell posterior de la saleta
  - Gabinet privat dels sobirans
- A l'església da Encarnaçâo (a Lisboa, inaugurada el 1708, danyada pel terratrèmol de 1755; es reobrí al 1785, després de la reconstrucció)
  - Sostre de la nau central. La pintura ha sofert intervencions posteriors.
- A la Seu de Belém de Pará
  - Panell de Nossa Senhora das Graças
- A l'església de Sâo Pedro a Ponta Delgada
  - La pintura La Pentecosta
- A l'església Parroquial de Belver
  - Sant Miquel al Purgatori
- A l'església de Santa Maria da Feira, de Beja
  - Últim Sopar

- Al Monestir de Sâo Salvador de Grijó, a Vila Nova de Gaia
  - Transfiguració de Crist (1795), pintura mòbil del retaule de la capella major.
  - Al Museu de Lamego: Visitació, pintura a l'oli sobre tela (420x198)